# Guatemala op de Olympische Winterspelen 1988
Tijdens de Olympische Winterspelen van 1988, die in Calgary (Canada) werden gehouden, nam Guatemala voor de eerste keer deel.

## Deelnemers en resultaten

### Alpineskiën
| Olympiër               | Discipline       | Resultaat | Prestatie                          |
| ---------------------- | ---------------- | --------- | ---------------------------------- |
| Carlos Andrés Bruderer | super g (m)      | dnf       | opgave                             |
| Carlos Andrés Bruderer | reuzenslalom (m) | 65e       | 2.55,62 (+49,25) 1.29,45+1.26,17   |
| Carlos Andrés Bruderer | slalom (m)       | 39e       | 2.26,30 (+46,83) 1.16,87+1.09,43   |
| Christian Bruderer     | super g (m)      | 50e       | 2.05,99 (+26,33)                   |
| Christian Bruderer     | reuzenslalom (m) | dnf-1     | opgave run 1                       |
| Christian Bruderer     | slalom (m)       | dnf-2     | opgave run 2 1.19,30+dnf           |
| Alfredo Rego           | reuzenslalom (m) | 69e       | 3.26,59 (+1.20,22) 1.45,07+1.41,52 |
| Alfredo Rego           | slalom (m)       | 54e       | 3.20,28 (+1.40,81) 1.46,49+1.33,79 |
|                        |                  |           |                                    |
| Fiamma Smith           | super g (v)      | dnf       | opgave                             |
| Fiamma Smith           | reuzenslalom (v) | 29e       | 3.00,17 (+53,68) 1.25,31+1.34,86   |
| Fiamma Smith           | slalom (v)       | 27e       | 2.45,50 (+1.08,81) 1.23,56+1.21,94 |

### Langlaufen
| Olympiër       | Discipline         | Resultaat | Prestatie            |
| -------------- | ------------------ | --------- | -------------------- |
| Dag Burgos     | 15 km klassiek (m) | 80e       | 53.00,8 (+11.41,9)   |
| Dag Burgos     | 30 km klassiek (m) | 80e       | 1:47.38,5 (+23.12,2) |
| Ricardo Burgos | 15 km klassiek (m) | 81e       | 55.16,3 (+13.57,4)   |
| Ricardo Burgos | 30 km klassiek (m) | 83e       | 1:51.19,4 (+26.53,1) |

Amerikaanse Maagdeneilanden · Andorra · Argentinië · Australië · België · Bolivia · Bondsrepubliek Duitsland · Bulgarije · Canada · Chili · China · Chinees Taipei · Costa Rica · Cyprus · Denemarken · Duitse Democratische Republiek · Fiji · Filipijnen · Finland · Frankrijk · Griekenland · Groot-Brittannië · Guam · Guatemala · Hongarije · IJsland · India · Italië · Jamaica · Japan · Joegoslavië · Libanon · Liechtenstein · Luxemburg · Marokko · Mexico · Monaco · Mongolië · Nederland · Nederlandse Antillen · Nieuw-Zeeland · Noord-Korea · Noorwegen · Oostenrijk · Polen · Portugal · Puerto Rico · Roemenië · San Marino · Sovjet-Unie · Spanje · Tsjecho-Slowakije · Turkije · Verenigde Staten · Zuid-Korea · Zweden · Zwitserland